# Couche crémeuse
En politique indienne, la couche crémeuse est une fraction d'une classe en retard composée des personnes qui, étant considérés comme plus évoluées sur les plans économique, social et éducatif, peuvent bénéficier des avantages des membres d'une caste sans retard. Ils ne sont pas éligibles aux programmes d'avantages éducatifs et professionnels parrainés par le gouvernement. Ce terme est introduit par la Commission Sattanathan en 1971, qui ordonne que la "couche crémeuse" soit exclue des réserves (quotas) des postes civils. En 1993, le comité de justice Ram Nandan l'emploie.
En termes de revenu, les critères de la couche crémeuse sont définis comme le revenu annuel brut des parents de toutes sources supérieur à 100000 roupies (₹ ou INR défini par le comité Sattanathan en 1971) .En 1993, lorsque le plafond de la "couche crémeuse" est introduit, il vaut 1 lakh. Il est révisé à ₹ 2,5 lakh par an en 2004, et révisé à ₹ 4,5 lakh (2008), ₹ 6 lakh (2013) , ₹ Rs 8 lakh (2017). En octobre 2015, la commission nationale pour les classes en retard propose qu'un membre d'une autre classe arriérée (Other Backward Class, OBC) dont les parents ont un revenu inférieur Rs 15 lakh doit représenter un plafond minimum pour une OBC. La commission recommande de diviser les OBC en blocs «en retard», «plus en retard» et «extrêmement en retard» et de diviser 27% du quota entre eux proportionnellement à leur population, afin de garantir que les OBC plus forts ne dépassent pas les avantages du quota.

## Classification
La Cour suprême de l'Inde définit la "couche crémeuse" en citant un mémorandum du gouvernement indien daté du 8 septembre 1993. À l'origine, ce texte est introduit  dans le contexte de la réservation d'emplois pour certains groupes (quotas) en 1992. La Cour suprême déclare que le bénéfice du quota ne doit pas être accordé aux enfants OBC de fonctionnaires constitutionnels - tels que le président, les juges de la Cour suprême et des hautes cours, les employés des bureaucraties centrales et d'État au-dessus d'un certain niveau, les employés du secteur public, et les membres des forces armées et le personnel paramilitaire au-dessus du grade de colonel . Ceux des castes répertoriées (Scheduled Castes, SC) et des tribus répertoriées (Scheduled Tribes, ST) sont exemptés de cette classification, et bénéficient toujours des avantages du quota indépendamment du revenu familial. À l'inverse, les membres des castes non concernées par le quota ne peuvent en bénéficier, même en gagnant un faible revenu.
Toute personne dont le revenu annuel est supérieur à 800 000 ₹ (Rs 8 lakh), pour une période de trois années consécutives, ne bénéficie pas du quota. Certains métiers ne sont pas concernés par ses avantages, comme médecin, avocat, conseiller en fiscalité, comptable agréé, consultant financier ou de gestion, chirurgien-dentiste, ingénieur, informaticien, cinéaste et autres métiers du cinéma, écrivain, dramaturge, sportif, journaliste ou d'autres professions. Les enfants OBC appartiennent à toute famille gagnant un revenu annuel brut total (provenant de sources autres que le salaire et les terres agricoles , ) de moins de Rs 6 lakh pendant une période de trois années consécutives. Le plafond de revenu de 1993 de la couche crémeuse est augmenté de 100000 ₹ (1 lakh de Rs). Les individus appartenant à la couche crémeuse ne sont pas catégorisés comme en retard social ou éducatif, indépendamment du niveau social et éducatif réel.

## Application du quota pour castes et tribus répertoriées
À partir du 30 septembre 2018, la classification "couche crémeuse" concerne les castes et tribus répertoriées (et plus uniquement les autres classes en retard). De plus, le domaine économique n'est plus le seul pris en compte (en revanche, ce concept s'applique toujours aux quotas). En décembre 2019, le gouvernement central  fait appel devant la Cour Suprême contre l'ordonnance antérieure d'applicabilité de la couche crémeuse au quota pour les castes et tribus répertoriées.